# Joselito Vaca
José Carlos Vaca Velasco, (Santa Cruz de la Sierra, 12 de agosto de 1982) conocido deportivamente como Joselito Vaca, es un exfutbolista boliviano. Jugaba como centrocampista.
Actualmente es el segundo futbolista con más partidos disputados en la historia de la Primera División de Bolivia, con 653 encuentros.

## Trayectoria
Sus primeros pasos en el fútbol los dio luego de que Oriente Petrolero adquiriera su ficha proveniente de la Academia Tahuichi Aguilera, debuta e inmediatamente se vuelve figura de Oriente Petrolero, formando, en el año 2001, una gran sociedad junto con el goleador José Alfredo Castillo. Luego de conseguir el título de campeón del fútbol boliviano con el Oriente Petrolero, decide fichar por el FC Dallas de la MLS, paseó su fútbol también por el MetroStars, de la MLS.
Tras su paso por el fútbol estadounidense, en 2005 regresó a Bolivia, siendo contratado por el Club Blooming.En el Blooming llega el año de 2005, convirtiéndose en pilar fundamental para la conquista del cuarto título liguero, participa en la Copa Libertadores de 2007 y Sudamericana de 2008 con el conjunto celeste, el 2008 el conjunto celeste llega a la final del campeonato Boliviano, perdiendo la final para el Aurora. En el 2009 regresó al club que lo hizo debutar en la Liga de Fútbol Profesional Boliviano, Oriente Petrolero.
En el Oriente Petrolero llega el 2009, luego de una ardua negociación, pues tanto el Blooming como el Oriente y Bolívar tenían a este jugador en sus planes, al final se desencanta por la oferta del club que lo vio nacer como futbolista, ese año el Oriente armó un equipo bastante fuerte, buscando pelear el título de campeón, ese año estuvo cerca, pues llegó hasta las semifinales del torneo siendo eliminado en esta instancia por su eterno rival, el Blooming, siendo eliminado por el gol diferencia, ya que en la ida ganó el refinero 3-2, y en la vuelta el conjunto celeste doblega a su rival con un ajustado 1-0, Vaca jugó ambos encuentros.
En 2010 el Oriente Petrolero. logra armar uno de los mejores equipos de su historia, siendo uno de los pilares Vaca, ya que armaba un cuarteto de los sueños junto a Jhasmani Campos, Mauricio Saucedo y Danilo Peinado . Este equipo se proclama campeón el año 2010.
A principios de 2013 anunció un acuerdo con el Club Blooming   transformándose de esa manera en un refuerzo para el equipo oriental de la capital cruceña, en el cual piensa retirarse.
El 14 de marzo de 2021 en el partido contra Independiente Petrolero, se convierte en el jugador con más partidos en la Primera División de Bolivia con 628 partidos disputados, superando a Nicolás Suárez. Este record duró hasta que fue superado por Luis Aníbal Torrico el 18 de noviembre de 2023.

## Selección nacional
Fue internacional con la Selección de fútbol de Bolivia desde 1999 y hasta 2016. Habiendo disputado 56 partidos en los que convirtió gol en dos oportunidades.

### Participaciones en Copas América
| Copa              | Sede      | Resultado    |
| ----------------- | --------- | ------------ |
| Copa América 2007 | Venezuela | Primera fase |
| Copa América 2011 | Argentina | Primera fase |

## Estadísticas
| Club                             | Div.          | Temporada     | Liga  | Liga  | Copa Internacional | Copa Internacional | Total | Total |
| Club                             | Div.          | Temporada     | Part. | Goles | Part.              | Goles              | Part. | Goles |
| -------------------------------- | ------------- | ------------- | ----- | ----- | ------------------ | ------------------ | ----- | ----- |
| Oriente Petrolero · Bolivia      | 1.ª           | 1999          | 1     | 0     | Inexistentes       | Inexistentes       | 1     | 0     |
| Oriente Petrolero · Bolivia      | 1.ª           | 2000          | 47    | 9     | Inexistentes       | Inexistentes       | 47    | 9     |
| Oriente Petrolero · Bolivia      | 1.ª           | 2009          | 34    | 7     | Inexistentes       | Inexistentes       | 34    | 7     |
| Oriente Petrolero · Bolivia      | 1.ª           | 2010          | 45    | 7     | 4                  | 0                  | 49    | 7     |
| Oriente Petrolero · Bolivia      | 1.ª           | 2011          | 21    | 5     | Inexistentes       | Inexistentes       | 21    | 5     |
| Oriente Petrolero · Bolivia      | 1.ª           | 2011/12       | 15    | 1     | 5                  | 0                  | 20    | 1     |
| Oriente Petrolero · Bolivia      | Total club    | Total club    | 163   | 29    | 9                  | 0                  | 172   | 29    |
| FC Dallas Estados Unidos         | 1.ª           | 2001          | 21    | 2     | Inexistentes       | Inexistentes       | 21    | 2     |
| FC Dallas Estados Unidos         | 1.ª           | 2002          | 25    | 1     | Inexistentes       | Inexistentes       | 25    | 1     |
| FC Dallas Estados Unidos         | 1.ª           | 2003          | 26    | 2     | Inexistentes       | Inexistentes       | 26    | 2     |
| FC Dallas Estados Unidos         | Total club    | Total club    | 72    | 5     | 0                  | 0                  | 72    | 5     |
| Red Bull New York Estados Unidos | 1.ª           | 2004          | 22    | 1     | Inexistentes       | Inexistentes       | 22    | 1     |
| Red Bull New York Estados Unidos | Total club    | Total club    | 22    | 1     | 0                  | 0                  | 22    | 1     |
| Blooming · Bolivia               | 1.ª           | 2005          | 42    | 8     | Inexistentes       | Inexistentes       | 42    | 8     |
| Blooming · Bolivia               | 1.ª           | 2006          | 40    | 8     | Inexistentes       | Inexistentes       | 40    | 8     |
| Blooming · Bolivia               | 1.ª           | 2007          | 43    | 8     | 1                  | 0                  | 44    | 8     |
| Blooming · Bolivia               | 1.ª           | 2008          | 28    | 2     | 2                  | 0                  | 30    | 2     |
| Blooming · Bolivia               | 1.ª           | 2013          | 18    | 2     | 2                  | 0                  | 20    | 2     |
| Blooming · Bolivia               | 1.ª           | 2013/14       | 31    | 4     | Inexistentes       | Inexistentes       | 31    | 4     |
| Blooming · Bolivia               | 1.ª           | 2014/15       | 39    | 4     | Inexistentes       | Inexistentes       | 39    | 4     |
| Blooming · Bolivia               | 1.ª           | 2015/16       | 41    | 1     | Inexistentes       | Inexistentes       | 41    | 1     |
| Blooming · Bolivia               | 1.ª           | 2016/17       | 52    | 8     | 4                  | 0                  | 56    | 8     |
| Blooming · Bolivia               | 1.ª           | 2018          | 39    | 2     | 2                  | 0                  | 41    | 2     |
| Blooming · Bolivia               | 1.ª           | 2019          | 27    | 1     | Inexistentes       | Inexistentes       | 27    | 1     |
| Blooming · Bolivia               | 1.ª           | 2020          | 16    | 2     | 2                  | 0                  | 10    | 1     |
| Blooming · Bolivia               | 1.ª           | 2021          | 18    | 0     | Inexistentes       | Inexistentes       | 18    | 0     |
| Blooming · Bolivia               | 1.ª           | 2022          | 8     | 0     | Inexistentes       | Inexistentes       | 8     | 0     |
| Blooming · Bolivia               | Total club    | Total club    | 414   | 50    | 13                 | 0                  | 427   | 50    |
| Deportivo Pasto · Colombia       | 1.ª           | 2012          | 18    | 1     | Inexistentes       | Inexistentes       | 18    | 1     |
| Deportivo Pasto · Colombia       | Total club    | Total club    | 18    | 1     | 0                  | 0                  | 18    | 1     |
| Total carrera                    | Total carrera | Total carrera | 654   | 85    | 22                 | 0                  | 676   | 85    |

## Palmarés

### Títulos nacionales
| Título           | Club              | Año           |
| ---------------- | ----------------- | ------------- |
| Primera División | Blooming          | Apertura 2005 |
| Primera División | Oriente Petrolero | Clausura 2010 |